# زویی من
زویی من (به انگلیسی: My Zoe) فیلمی محصول سال ۲۰۱۹ و به کارگردانی ژولی دلپی است. در این فیلم بازیگرانی همچون ژولی دلپی، ریچارد آرمیتاژ، دانیل برول، جما آرترتون، صالح بکری، لینزی دانکن، سوفیا علی، لوکاس پریزور و یوردیس تریبل ایفای نقش کرده‌اند.